# Anna Sadurska
Anna Sadurska (geborene Lenkiewicz; * 1. September 1921 in Warschau, Polen; † 3. März 2004 ebenda) war eine polnische Klassische Archäologin.

## Biografie

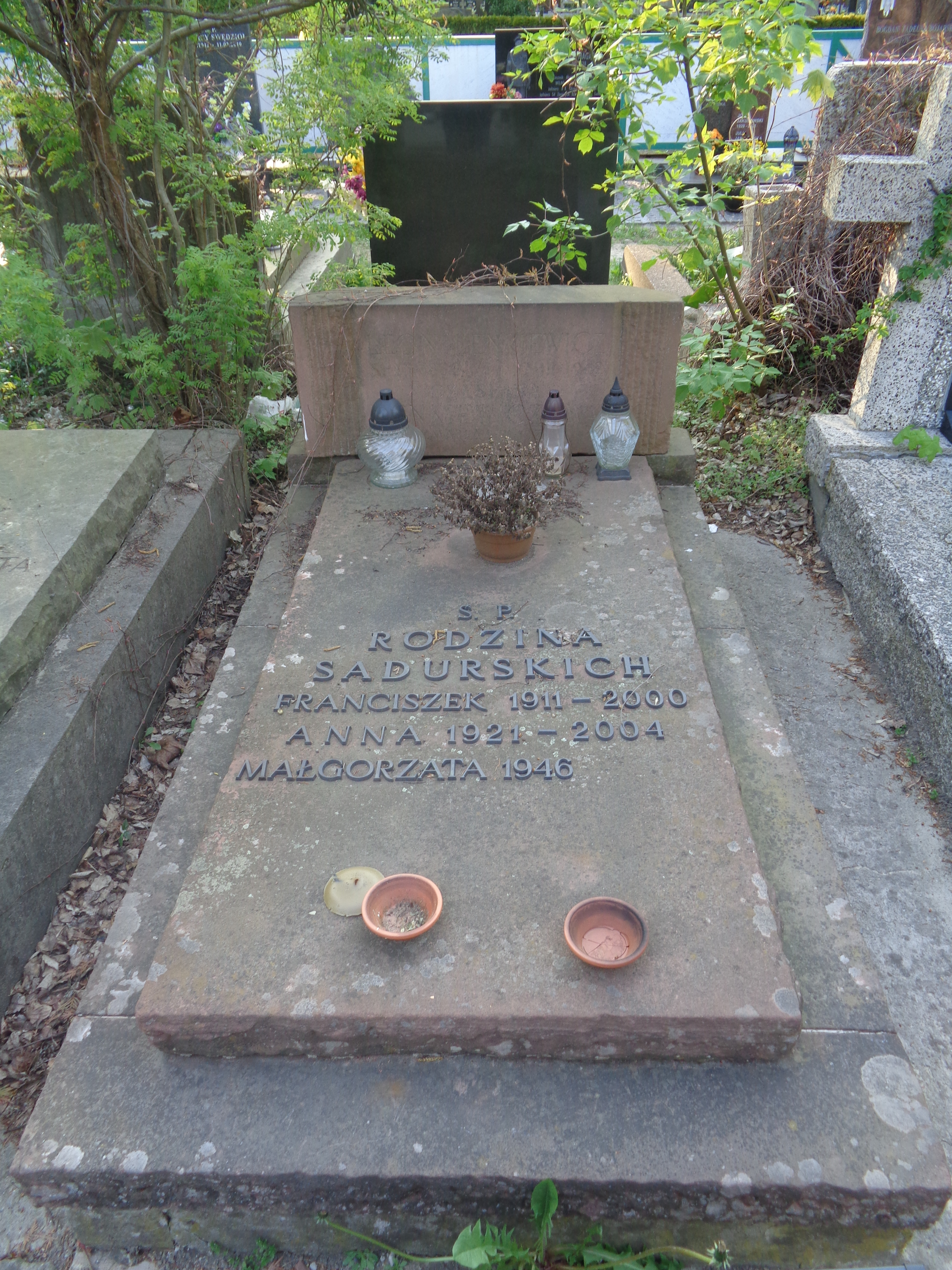
Grab von Anna Sadurska

Anna Sadurska studierte Klassische Philologie und Klassische Archäologie. Ihre erste Arbeitsstelle war 1949 bis 1951 in der Abteilung für antike Kunst des Nationalmuseums Warschau. In dieser Zeit schrieb sie ihre ersten wissenschaftlichen Aufsätze über den Einfluss antiker Kunst auf die polnische Kultur. Sie arbeitete ab 1951 als Dozentin an der Universität Warschau. Sie war Mitglied der ersten polnischen archäologischen Expedition nach dem Zweiten Weltkrieg unter Kazimierz Michałowski in Myrmekion auf der Krim. Danach wurde sie die engste Mitarbeiterin von Kazimierz Michałowski an der Universität Warschau. 1957 war Sadurska Assistentin von Michałowski bei Ausgrabungen in Athribis in Ägypten. Sadurska veröffentlichte 1964 eine wichtige Arbeit über 19 fragmentarische kleine Steinreliefs, die sogenannten Tabulae Iliacae, die Szenen aus dem Trojanischen Krieg zeigen. 1970–1971 leitete sie die polnischen Ausgrabungen in Palmyra in Syrien. Sie entdeckte die Grabstätte der Familie 'Alaine in Palmyra. Nach Michałowskis Verabschiedung übernahm sie die Leitung der Abteilung für Mediterrane Archäologie an der Universität Warschau. Sie gab Vorlesungen an der Abteilung für Mediterrane Archäologie und der Abteilung für Kunstgeschichte der Universität Warschau, der Akademie für Katholische Theologie Warschau, der Universität Łódź und vielen wissenschaftlichen Instituten in aller Welt. Sadurska war Mitglied des Deutschen Archäologischen Instituts, des Komitees für Antike Kultur der Polnischen Akademie der Wissenschaften und der Polnischen Philologischen Gesellschaft.
Anna Sadurska war mit dem Juristen Franciszek Sadurski (geb. 1911; gest. 2000) verheiratet. Zusammen hatten sie einen Sohn, den Juristen, Politikwissenschaftler und Philosophen Wojciech Sadurski (geb. 1950) und mehrere Töchter.

## Veröffentlichungen (Auswahl)
Anna Sadurska schrieb mehrere Bücher und etwa 200 wissenschaftliche Aufsätze. Sie schrieb für Jugendliche und humanistisch interessierte Leser und trat im Radio und Fernsehen auf, um die Antike populärer zu machen.
- Anna Sadurska: Les tables iliaques. Panstwowe Wydawnictwo Naukowe, Warschau 1964, OCLC 878227628 (französisch).
- W cieniu Panteonu. O sztuce starożytnego Rzymu. Wiedza Powszechna, Warschau 1965 (polnisch).
- Archeologia starożytnego Rzymu. Wydawnictwa Uniwersytetu Warszawskiego, Warschau 1975, OCLC 2773693 (polnisch).
- Palmyra – narzeczona pustyni. Dzieje i sztuka. Wiedza Powszechna, Warschau 1968 (polnisch).
- Sztuka ziemi wydarta: archeologia klasyczna 1945–1970: najnowsze odkrycie i metody badań. Wiedza Powszechna, Warschau 1972.
- Les portraits romains dans les collections polonaises. Éditions Scientifiques de Pologne, Warschau 1972
- Archeologia starożytnego Rzymu. Band 1: Od epoki królów do schyłku republiki. Państwowe Wydawnictwo Naukowe, Warschau 1975.
- Le tombeau de famille de ’Alainê = Grobowiec rodziny ’Alainê. Éditions Scientifiques de Pologne, Warschau 1977.
- Archeologia starożytnego Rzymu. Band 2: Okres cesarstwa. Państwowe Wydawnictwo Naukowe, Warschau 1980.
- (Hrsg.): Z dziejów miłośnictwa antyku w Polsce = Sur les amateurs de l’antiquité en Pologne. Wydawnictwa Uniwersytetu Warszawskiego, Warschau 1989.
- mit Zsolt Kiss: Les sarcophages et les fragments de sarcophages dans les collections polonaises (= Corpus Signorum Imperii Romani. Polen Band 2, 2). Academie Polonaise des Sciences, Centre d’Archéologie Méditerranéenne, Warschau 1992, ISBN 83-900096-8-4.
- Les sculptures funéraires de Palmyre (= Supplementi alla Rivista di archeologia.  13). Bretschneider, Rom 1994, ISBN 88-7689-103-X.